# Emoia klossi
Espèce
Synonymes
- Lygosoma klossi Boulenger, 1914

Emoia klossi est une espèce de sauriens de la famille des Scincidae.

## Répartition
Cette espèce est endémique de Nouvelle-Guinée. Elle se rencontre en Papouasie-Nouvelle-Guinée et en Nouvelle-Guinée occidentale en Indonésie.

## Étymologie
Cette espèce est nommée en l'honneur de Cecil Boden Kloss.

## Publication originale
- Boulenger, 1914 : An annotated list of the batrachians and reptiles collected by the British Ornithologists' Union Expedition and the Wollaston Expedition in Dutch New Guinea. Transactions of the Zoological Society of London, vol. 20, no 5, p. 247-274  (texte intégral).